# Хочу жениться
«Хочу жениться» (азерб. Evlənmək İstəyirəm) — художественный фильм, снятый по мотивам произведений классика азербайджанской литературы Абдуррагим-бека Ахвердова.

## Сюжет
Действия фильма происходят в одном из провинциальных городков. Портной Шамиль любит дочь богатого купца Кямаба, а она испытывает к нему те же чувства. Однако отец ничего и слышать не хочет о простолюдине. Тогда друзья героя принялись за организацию побега невесты из дома её отца.

## В ролях
- Шамиль Сулейманов — Шамиль
- Кямиль Магеррамов — Гусейн
- Алиага Агаев — Кербалай Зал (озвучивал Константин Тыртов)
- Самандар Рзаев — Гасанага
- Афрасияб Мамедов — мулла Абдулазим
- Сиявуш Аслан — Гаджи Камяб
- Россана Топчиева — Гюльсюм
- Валиахд Велиев — Ахмед-бек
- Фархад Исрафилов — Махмуд-бек
- Гасан Мамедов — Мирза Сафар
- Алим Салимов — Фейзулла
- Ровшан Гасанов — Нури
- Маяк Керимов